# Combretum lindense
Combretum lindense là một loài thực vật có hoa trong họ Trâm bầu. Loài này được Exell & Mildbr. mô tả khoa học đầu tiên năm 1938.